# Michel Tamarati
Michel Tamarati (en georgiano: მიხეილ თამარაშვილი, romanizado: Mijaíll Tamarashvili; Ajaltsije, septiembre de 1858-Santa Marinella, 16 de septiembre de 1911) fue un sacerdote e historiador georgiano que investigó sobre la historia del catolicismo en Georgia.

## Biografía
Nacido como Aleksandre Tamarashvili (en georgiano: ალექსანდრე თამარაშვილი) en una familia católica de Ajaltsje. Tamariti estudió en Ajaltsje, Kutaisi y en una escuela parroquial católica de Constantinopla en 1878. Después de tres años en España, donde fue ordenado sacerdote el 9 de agosto de 1885 con el nombre de Michel, . En 1888, se graduó en el Seminario de San Lázaro de París y volvió a Georgia, donde fue abad en la iglesia católica de la Asunción de Tiflis.
Considerado por las autoridades imperiales rusas como políticamente poco confiable, Tamarashvili abandonó Georgia y finalmente se instaló en Roma en 1891, donde, ahora conocido como Michel Tamarati, obtuvo un doctorado en teología de la Academia Pontificia de Santo Tomás de Aquino en 1894. Pasó años en los archivos de Europa, estudiando la historia hasta ahora inexplorada del catolicismo romano en Georgia y la interacción política y cultural entre Georgia y Europa occidental. Su investigación histórica en esta área, publicada en el libro Historia del catolicismo entre los georgianos (en georgiano: ისტორია კათოლიკობისა ქართველთა შორის), apareció en georgiano en Tiflis en 1902.
La obra más conocida de Tamarati, La iglesia georgiana desde el principio hasta el presente, se publicó en Roma en 1910 y ganó un premio especial de la Santa Sede. Aunque obsoleto, este libro sigue siendo el tratamiento más completo del cristianismo en Georgia. También tenía un propósito decididamente político, pues buscaba enfatizar el papel del catolicismo en las relaciones culturales y políticas entre Georgia y Europa occidental. Criticó además la abrogación de la autocefalia georgiana de siglos de antigüedad por parte de la Rusia cristiana ortodoxa y las políticas de mano dura del Imperio ruso contra el resurgimiento del movimiento autocefalista georgiano. Según el historiador David Marshall Lang, "la embajada rusa en Roma compró y destruyó tantas copias como pudo de esta importante y reveladora obra".
Tamarati falleció intentando rescatar a un hombre que estaba ahogándose en un día tormentoso cerca de Santa Marinella en 1911. Sus restos fueron trasladados desde su lugar de descanso en Civitavecchia al Panteón de Didube en Tiflis en 1978. En 2011, un servicio conmemorativo en el con motivo del centenario de la muerte de Tamarati se celebró en la Congregación de San José en Albano Laziale, presidida por el obispo Gino Reali de Porto-Santa Rufina y a la que asistieron la princesa Ketevan Bagration de Mujrani, embajadora de Georgia ante la Santa Sede y Marcello Celestini, embajador de la Soberana Orden Militar de Malta ante la Santa Sede. También se llevó a cabo una misa conmemorativa en honor de Tamarati en la catedral católica de la Asunción de Santa María en Tbilisi, Georgia.
La mayoría de los documentos relacionados con la vida y la erudición de Tamarati se conservan en el archivo del Centro Nacional de Manuscritos de Tiflis.

## Obra
- Historia del catolicismo entre los georgianos,1902
- La iglesia georgiana desde el principio hasta el presente, 1910